# Flora Nwapa
Florence Nwanzuruahu Nkiru Nwapa (pronúncia: /ˈflɔːrə/ /ŋˈwoʊpɑː/) (13 de janeiro de 1931 - 16 de outubro de 1993) foi uma escritora nigeriana mais conhecida como Flora Nwapa, que tem sido chamada de mãe da moderna literatura africana. A precursora de uma geração de escritoras africanas, ela é reconhecida como a primeira romancista africana a ser publicada na língua inglesa na Grã-Bretanha e alcançar o reconhecimento internacional, com seu primeiro romance Efuru sendo publicado em 1966 pela Heinemann Educational Books. Apesar de nunca se considerar uma feminista, ela é mais conhecida por recriar a vida e tradições de um ponto de vista da mulher ibo.
Nwapa também é conhecida por seu trabalho governamental em reconstrução após a Guerra Civil nigeriana. Em particular, ela trabalhou com órfãos e refugiados que foram deslocados durante a guerra. Além disso, publicou literatura africana e promoveu mulheres na sociedade africana. Foi uma das primeiras editoras de mulheres africanas quando Tana Press na década de 1970.

## Biografia

### Primeiros anos e educação
Nwapa nasceu em Oguta, no sudeste da Nigéria, a mais velha dos seis filhos de Christopher Ijeoma (um agente da United Africa Company) e Martha Nwapa, professora de teatro. Flora Nwapa frequentou a escola em Oguta, Port Harcourt e Lagos. Ela passou a ganhar um grau BA a partir de University College, Ibadan, em 1957. Em seguida, ela foi para a Escócia, onde obteve o Diploma em Educação da Universidade de Edimburgo em 1958.

### Ensino e serviço público
Depois de voltar para a Nigéria, Nwapa se juntou ao Ministério da Educação no Calabar como Diretor de Educação até 1959. Ela então levou o emprego como professor na Queen's School, em Enugu, onde ela ensinou Inglês e da Geografia em 1959. Continuou a trabalhar tanto na educação como na função pública em várias posições, incluindo como Secretária Assistente da Universidade de Lagos (1962-67). Após a guerra civil nigeriana de 1967-70, Ela aceitou o gabinete como Ministro da Saúde e Previdência Social no Estado Central do Leste (1970-71), e posteriormente como Ministra das Terras, Pesquisa e Desenvolvimento Urbano (1971-74).

### Escrita e publicação
O primeiro livro de Nwapa, Efuru, foi publicado em 1966 e é considerado um trabalho pioneiro como um romance de língua inglesa por uma escritora africana. Ela havia enviado o texto para o já famoso autor nigeriano Chinua Achebe em 1962 que respondeu com uma carta muito positiva e até mesmo incluiu dinheiro para o porte para enviar o manuscrito para o editor inglês Heinemann. 
Foi seguido pelos romances Idu (1970), Never Again (1975), One is Enough (1981), e Women Are Different (1986). Publicou duas coleções de histórias – This Is Lagos (1971) e Wives at War (1980) –  e o volume de poemas Cassava Song and Rice Song (1986). É também a autora de vários livros para crianças.
Em 1974 ela fundou a Tana Press e em 1977 a Flora Nwapa Company, publicando sua própria literatura para adultos e crianças, bem como obras de outros escritores. Ela deu como um de seus objetivos: "informar e educar mulheres em todo o mundo, especialmente Feministas (Ambos com F maiúsculo e f minúsculo) Sobre o papel das mulheres na Nigéria, sua independência econômica, sua relação com seus maridos e filhos, suas crenças tradicionais e seu status na comunidade como um todo". Tana foi descrita como "a primeira corrida de imprensa feita por uma mulher e voltada para uma audiência amplamente feminina, um projeto muito além do seu tempo em um período em que ninguém via as mulheres africanas como constituindo uma comunidade de leitores ou uma compra de livro demográfica."

### Anos depois
A carreira de Nwapa como um educador continuou ao longo de sua vida e englobou o ensino em faculdades e universidades internacionalmente, incluindo na Universidade de Nova Iorque, Trinity College, a Universidade de Minnesota, a Universidade de Michigan e a Universidade de Ilorin. Ela disse em uma entrevista com Contemporary Authors, "Eu tenho escrito por quase trinta anos. Meu interesse tem sido tanto para a mulher rural quanto a urbana em sua busca de sobrevivência em um mundo em rápida mutação dominado pelos homens."
Flora Nwapa morreu de pneumonia no dia 16 de outubro de 1993 em um hospital em Enugu, Nigéria, na idade de 62 anos.